# 肯德里克 (密西西比州)
肯德里克（英語：Kendrick）是位於美國密西西比州奧爾康縣的非建制地區。

## 歷史
肯德里克的郵局於1889年設立，其後於1943年停運。

## 地理
肯德里克所處的海拔為高於海平面141米（即463英呎），而該地所採用的時區為UTC-6，即北美中部時區（CST）。同時該地設有夏令時間，為UTC-6調快一小時，即UTC-5（CDT）。